# Dingale
Dingalé (ou Digalé) est un village du Cameroun, situé dans l'arrondissement de Lagdo. Il est limité au nord par Ouro Doukoudjé, au sud par Djalingo Kapsiki, à l'est par Djaouro Douri et à l'ouest par Bessoum.

## Climat
Dingale est doté d'un climat tropical de type Aw selon la classification de Köppen, avec des précipitations plus faibles en hiver qu'en été et une température annuelle moyenne de 27,6 °C.

## Population
Lors du recensement de 2005, 1 872 habitants y ont été dénombrés. Selon le Plan communal de développement achevé en 2015, la population s'élèverait à 10 997 personnes.